# Soneto 137
| «» Soneto 137 |
| --- |
| Thou blind fool, Love, what dost thou to mine eyes, That they behold, and see not what they see? They know what beauty is, see where it lies, Yet what the best is take the worst to be. If eyes corrupt by over-partial looks Be anchor’d in the bay where all men ride, Why of eyes’ falsehood hast thou forged hooks, Whereto the judgment of my heart is tied? Why should my heart think that a several plot Which my heart knows the wide world’s common place? Or mine eyes seeing this, say this is not, To put fair truth upon so foul a face? In things right true my heart and eyes have erred, And to this false plague are they now transferr’d. |
| –William Shakespeare |

Soneto 137 é um dos 154 Sonetos de Shakespeare. Ele é a continuação da dupla de sonetos "Will" (Soneto 135 e Soneto 136), que tratam da sexualidade do poeta e de sua atração pela Dama Negra. é um soneto que fala sobre a diferença entre o que os olhos veem e o que o coração/mente sabe que é certo.

## Estrutura
Como a grande maioria dos sonetos construídos por William Shakespeare, ele se apresenta como um soneto inglês, onde o esquema rímico apresenta uma divisão em 3 quartetos e um dístico. É todo construído em versos decassílabos, em ritmo de pentâmetro iâmbico.

## Análise
O poeta aborda o Amor pela Dama Negra, culpando essa força personificada, considerando-o a raiz de todos os seus problemas. Ele acredita que isso permitiu que ele se deixasse levar pelas emoções. A princípio, ele a achou bonita e, agora que sabe que ela é moralmente corrupta, ainda gosta dela. Ele se preocupa com isso e passa algum tempo refletindo sobre o que isso significa para sua capacidade de julgar outras situações.
A ideia dos olhos e do coração do poeta distorcendo o que percebem, neste soneto os olhos são os principais perpetradores, levando o coração atrás de si. Assim, o poeta é dominado pelo "tolo cego, Amor", que é Cupido; ele próprio se torna cego em sua incapacidade de ver a verdade.

## Traduções

### Tradução deThereza Christina Rocque da Motta
A tradutora opta por fazer uma tradução mais literal do soneto, sem se deter nos detalhes técnicos de métrica, ritmo e rima.
Tu, cego e tolo Amor, que fazes aos meus olhos,

Que não veem o que está diante deles?

Eles conhecem a beleza, e sabem onde ela jaz,

Embora o bem nos custe tão caro.

Se os olhos, corrompidos pela parcialidade,

Ancorassem na baía onde todos trafegam,

Por que da falsidade de teus olhos forjaste ganchos,

Para prender a eles o que julga o meu coração?

Por que deve meu coração prever este ardil,

Sabendo ser o lugar-comum deste grande mundo?

Ou meus olhos, ao verem, digam, não é verdade,

Para emprestá-la a uma face tão vil?

No que era certo, erraram meus olhos e meu coração,

E agora a esta falsa praga se entregam.

### Tradução deMilton Lins
Como ocorrido nos Sonetos 135 e 136, neste soneto o tradutor apresentou um soneto em versos dodecassílabos alexandrinos. O esquema rímico, no entanto, segue o esquema do soneto inglês, de três quartetos e um dístico.
És tola e cega, Amor, no que me pões à vista,

Como miram e veem os que de fato veem?

Só o belo os olhos veem, descobre-o onde exista,

Se ele for o melhor, pior vais ver que tem.

Se há olhos de paixão, corruptos, simulados,

Fundeados na baía, os homens a cavalo,

Por que de falso olhar são teus anzóis forjados,

Onde houver julgamento e meu peito ligá-lo?

Por que meu coração pensou que alguns lugares

Mantêm a certidão de pertencer ao mundo?

Meus olhos, vendo o mal, reputa-os vulgares

Para pôr a verdade em rosto tão imundo?

Para a verdade ver, erraram meus sentidos,

À falsa praga assim são eles transferidos.

### Tradução de José Arantes Junior
Este tradutor seguiu o esquema rímico do autor no soneto como um soneto inglês. Mas não o seguiu no ritmo nem na métrica, preferindo dar-lhe um aspecto plástico, com 36 caracteres em cada verso, que lhe mostram a forma, quando utilizada uma fonte monoespaçada. Como ocorre com os outros por ele traduzidos, foi-lhe posto um título.
A vastidão e a limitação

O que teu amor cego dá à minha visão

Se os olhos veem mas não estão vendo?

Conhecem o belo assim como a relação,

E com o melhor e pior vai aparecendo;

Se os olhos erram pela visão parcial

Ou param na baia onde todos passeiam,

Por que o erro dos olhos é tão igual

E os erros da emoção nos desnorteiam?

Por que o coração sente os canteiros,

Sente a vastidão das terras do mundo?

Se para o meu olhar não é verdadeiro

Conseguir clareza num lugar profundo?

Coração e olhos perderam a coerência

E para o falso pediram transferência.

### Tradução dePaulo Camelo
O tradutor optou por seguir o esquema original de soneto inglês, com seu esquema rímico e o ritmo em pentâmetro iâmbico, como na maioria dos sonetos de William Shakespeare, acrescentando-lhe o ritmo holístico para lhe dar mais fluidez.
Ó tolo e cego amor, eu já estou cego

e não contemplo mais o que me apraz,

pois toda a vã beleza - eu sei, não nego -

a mim se mostra feia, e assim se faz.

Se os olhos, corrompidos, parciais,

não veem mais por onde os homens vão,

por que na falsidade mostram mais

do que me julga o pobre coração?

Por que meu coração trama diverso

ao que conhece nesse imenso mundo?

Eu já não vejo, em meu olhar disperso,

a justa face desse amor profundo?

E, se das coisas certas foge a mente,

a falsa praga é o que ela vê, somente.